# Fulgencio Yegros
Fulgencio Yegros y Franco de Torres (Quyquyhó, 1780. – Asunción, 17. srpnja 1821.) bio je prvi paragvajski predsjednik, vojskovođa.

## Životopis
Rođen je u obitelji vojne tradicije. Studirao je u Asunciónu i pridružio se vojsci. Prva borbena iskustva imao je 1802. godine protiv Portugalaca i 1807. godine, kada je bio dio paragvajskih vojnih postrojbi, koji su branili Buenos Aires tijekom britanske invazije Rio de la Plate. Postao je kapetan 1810. godine i guverner okruga Misiones.
Yegros i Pedro Juan Caballero bili su glavne vojne figure u revoluciji u ranim jutarnjim satima 15. svibnja 1811. godine, koja je dovela do neovisnosti Paragvaja od Argentine. Nakon neovisnosti, Yegros i José Gaspar Rodríguez de Francia izabrani su za konzule Republike po uzoru na francusku revoluciju. Yegros je osnovao prvu vojnu akademiju u nezavisnom Paragvaju.
Više je bio vojskovođa nego političar, a Francia je zasjenio njegovu ulogu konzula. Bio je konzul Paragvaja od 19. lipnja 1811. do 12. listopada 1813. godine, te od 12. veljače 1814. do 12. lipnja 1814. godine. Nakon njegovog posljednjeg mandata, Francia je postao jedini vladar Paragvaja, a Yegros se povukao iz javnog života na svoj posjed.
Godine 1820., Yegros je bio sudionik u revoluciji kojom se pokušalo smijeniti Franciju. Nakon neuspjeha revolucije, Yegros je bio zatvoren, te pogubljen 17. srpnja 1821. godine.